# Far Away (chanson d'Ayumi Hamasaki)
Pour les articles homonymes, voir Far Away.
Singles de Ayumi Hamasaki
Vogue
(2000) Seasons
(2000)
Far Away (écrit : Far away) est le 15e single de Ayumi Hamasaki sorti sous le label Avex Trax, en 2000, ou son 16e au total en comptant Nothing from Nothing.

## Présentation
Le single sort le 17 mai 2000 au Japon sous le label Avex Trax, produit par Max Matsuura. Il ne sort que trois semaines après le précédent single de la chanteuse : Vogue. Il atteint la 2e place du classement de l'Oricon. Il se vend à 253 530 exemplaires la première semaine, et reste classé pendant 13 semaines, pour un total de 510 460 exemplaires vendus durant cette période. Une autre version du single au format maxi 45 tours vinyle sortira trois mois plus tard, le 10 août 2000.
Bien que officiellement présenté comme un single, le disque contient en fait onze titres, pour un total de près d'une heure d'écoute : la chanson-titre originale, sept versions remixées supplémentaires en plus de sa version instrumentale, et deux remixes d'anciennes chansons déjà sorties en singles : Appears et End Roll.
La chanson-titre originale a été utilisée comme thème musical dans une campagne publicitaire pour la marque TU-KA. Elle figurera sur l'album Duty qui sortira quatre mois plus tard, puis sur les compilation A Best de 2001 et A Complete: All Singles de 2008. Une version remixée de la chanson figurait déjà sur l'album de remix Ayu-mi-x II version Non-Stop Mega Mix sorti deux mois avant le single ; elle sera aussi remixée sur quatre autres albums de 2001 et 2002 : Ayu-mi-x III Non-Stop Mega Mix Version, Ayu-mi-x III Acoustic Orchestra Version, Super Eurobeat presents ayu-ro mix 2, et Ayu-mi-x 4 + selection Non-Stop Mega Mix Version.
Le single est présenté comme le deuxième d'une trilogie, précédé de Vogue et suivi de Seasons à trois semaines d'intervalle ; ils sont décrits par la chanteuse comme une vision de sa vie sous trois angles différents. Les pochettes des trois singles sont liées, de même que les trois clips vidéos des chansons-titre qui forment un tout dont l'histoire se suit, et qui seront publiées à la suite sur un même DVD après leur diffusion indépendante à la télévision.

## Liste des titres
Toutes les paroles sont écrites par Ayumi Hamasaki, toute la musique est composée par Kazuhito Kikuchi (N°4 seul) & D・A・I (N°7 seul).
| 1.  | Far Away "Original Mix" (Far away...)             | Mix : Atsushi Hattori       | 5:35 |
| 2.  | Far Away "Crafty Remix" (Far away "CRAFTY Remix") | Seiki Sato, Yasuhiko Terada | 5:17 |
| 3.  | Far Away "Main Radio Mix"                         | Hex Hector                  | 4:45 |
| 4.  | Appears "Junior's Club Mix" (appears...)          | Junior Vasquez              | 9:42 |
| 5.  | Far Away "HAL'S Mix 2000"                         | HΛL                         | 4:36 |
| 6.  | Far Away "Ocean View Remix"                       | CMJK                        | 5:31 |
| 7.  | End Roll "da urban maesto mix" (End roll...)      | Tosh Masuda                 | 6:06 |
| 8.  | Far Away "Huge mutual-tried mix"                  | Huge, Mad FPU               | 3:18 |
| 9.  | Far Away "Pop 'e.a.' Mix II"                      | POP                         | 4:51 |
| 10. | Far Away "Dub's Mute & Feedback Remix"            | Izumi "D.M.X" Miyazaki      | 6:13 |
| 11. | Far Away "Instrumental"                           | Mix : Atsushi Hattori       | 5:33 |

## Édition vinyle
Singles par Ayumi Hamasaki
Vogue Seasons
Far Away (Far away) est un maxi 45 tours au format vinyle de Ayumi Hamasaki.
Il sort en édition limitée le 10 août 2000 au Japon sous le label indépendant Rhythm Republic affilié à Avex Trax, le même jour que les versions vinyles des singles Vogue et Seasons. 
Il contient la chanson-titre originale précédée de deux versions remixées ; l'une des deux et l'originale étaient déjà parues sur le 15e single CD homonyme de la chanteuse sorti trois mois plus tôt, le 17 mai 2000, tandis que le remix "Main Radio Mix" de Hex Hector présent sur le CD a été rallongé et renommé en "Main Vox Mix".
| 1. | Far Away "Main Vox Mix" | Hex Hector | 9:14 |

| 1. | Far Away "Crafty Remix" | S. Sato, Y. Terada    | 5:17 |
| 2. | Far Away "Original Mix" | Mix : Atsushi Hattori | 5:35 |

## Interprétations à la télévision
- Hey! Hey! Hey! Music Champ (15 mai 2000)
- Music Station (19 mai 2000)
- CDTV (21 mai 2000)
- SMAPxSMAP Autumn Special (2 octobre 2000)